# 辻井昭雄
辻井 昭雄（つじい あきお、1932年(昭和7年)12月19日 - 2024年6月4日）は、日本の実業家。近畿日本鉄道相談役（前会長、前々社長）。

## 来歴・人物
大阪府出身。旧制大阪府立八尾中学校入学、戦後の学制改革時に大阪府立山本高等学校に転校し卒業。京都大学経済学部卒業後、1956年に近畿日本鉄道へ入社。1989年に取締役、1999年に社長に就任し、2003年より会長を務める。2007年6月の株主総会後の取締役会をもって、相談役に退いた。
近畿日本鉄道社長時代には、近鉄グループの再編に着手、経営悪化していた関連会社・施設の閉鎖や売却、解散などを行い、後任の山口昌紀の代まで引き続き、グループのスリム化を押し進め（社長を務めた4年間は赤字決算）後にプロ野球再編問題が起こり、大阪近鉄バファローズとオリックス・ブルーウェーブが合併してオリックス・バファローズを誕生させる遠因を作った。なお、大阪近鉄バファローズのオーナーにはなっていない。
後は、関西経営者協会会長を務めていた。なお、関西経営者協会会長も相談役に退くにあたり退任した。その他には朝日放送取締役、関西電力取締役、日野自動車監査役、イニシアティブス・オブ・チェンジ理事などを歴任。2018年秋の叙勲で旭日重光章を受章。
2024年6月4日、死去した。91歳没。死没日付をもって正四位に叙された。

## 人物
趣味は絵画と少林寺拳法。奈良県生駒市在住。

## 関連人物
- 佐伯勇
- 上山善紀
- 田代和
- 小林哲也（現会長）